# Амонашвили, Шалва Александрович
Шалва́ Алекса́ндрович Амонашви́ли (род. 8 марта 1931, Тифлис, ЗСФСР) — советский, грузинский и российский педагог, кандидат педагогических наук (1960), доктор психологических наук (1972), с 1989 года академик АПН СССР (сейчас Российская академия образования), член Академии Педагогических Наук Украины, заведующий лабораторией гуманной педагогики в Московском городском педагогическом университете (МГПУ) (с 1998), почётный доктор Софийского Университета имени святого Климента Охридского, основатель Международного Центра Гуманной Педагогики (2001), лауреат премии Правительства РФ в области образования (2008, 2013), «Рыцарь Гуманной Педагогики» (2003), «Рыцарь детства» (2007). Почётный гражданин Тбилиси (2022). Некоторые исследователи характеризуют учение Амонашвили как оккультно-религиозное, а его деятельность как сектантскую.

## Биография
Родился 8 марта 1931 года в Тифлисе (ныне Тбилиси, Грузия). Окончил Тбилисский государственный университет, факультет востоковедения. Педагогическую деятельность начал пионервожатым в 1952 году, будучи студентом второго курса. В 1958 году окончил аспирантуру при НИИ педагогики им. Я. С. Гогебашвили и защитил кандидатскую диссертацию по педагогике в 1960 году.
Ш. А. Амонашвили относится к числу редких учёных, которые отказываются от своей кандидатской диссертации, поскольку она опровергается его последующими идеями. Своими учителями называет академика Давида Онисимовича Лордкипанидзе ("…Он пристрастил меня к классической педагогике… (Коменский, Ушинский, Гогебашвили, Руссо, Песталоцци, Макаренко, Сухомлинский и другие классики) и Барната Иосифовича Хачапуридзе (доктор психологических наук, создал свою версию теории установки, исследовал невоспринимаемые раздражители в установке). В 1972 году защитил докторскую диссертацию по психологии на Учёном Совете Института общей и педагогической психологии АПН СССР. В 1970—1980-е годы он активно взаимодействует с известными московскими педагогами и психологами, в частности с В. В. Давыдовым, который оказывает ему помощь, когда деятельность Амонашвили подвергается резкой критике со стороны официальной педагогики и его пытаются освободить от должности заведующего лабораторией.
С 1958 года по 1991 год работал в НИИ педагогики Грузии — лаборантом, научным сотрудником, учёным секретарём, заведующим лабораторией, заместителем директора, директором, генеральным директором Научно-производственного педагогического объединения.
В 1989—1991 годах был народным депутатом СССР, членом ВС СССР.
С 1991 по 1998 год заведовал кафедрой начального образования в Педагогическом университете имени С. С. Орбелиани (Тбилиси).
С 1998 года по сей день работает заведующим лабораторией гуманной педагогики в Московском городском педагогическом университете (МГПУ).
Член-корреспондент АПН СССР с 23 мая 1985 года, действительный член АПН СССР с 27 января 1989 года, почётный член РАО с 21 марта 1993 года, действительный член РАО с 30 мая 2001 года. Состоит в Отделении психологии и возрастной физиологии. Почётный член МОИП (2015). Доктор Honoris Causa Софийского университета (Болгария). Научный руководитель экспериментальных школ в Москве (№ 1715), Санкт-Петербурге (№ 38), Тюмени, Нижневартовске, Сургуте и других городах. Ректор Академии педагогического искусства и социализации. В сентябре 2001 года для целей дальнейшего научного исследования и популяризации идей гуманной педагогики при Международном центре Рерихов (МЦР) был создан Международный Центр Гуманной Педагогики под руководством Ш. А. Амонашвили. Руководитель издательского дома «Шалва Амонашвили». Вместе с членом-корреспондентом РАО Д. Д. Зуевым издаёт «Антологию Гуманной Педагогики» (вышло более 40 томов).

## Награды и премии
- премия Ленинского комсомола (1988) — за цикл работ по проблемам воспитания детей дошкольного и младшего школьного возраста
- «Рыцарь Гуманной Педагогики» (2003)
- премия Правительства Российской Федерации в области образования (2008)[9].
- Рыцарь детства (2007)[10].
- Премия Правительства Российской Федерации в области образования 2013 года (12 ноября 2013) — за работу "Определение и внедрение авторских программ, методик обучения и оценки школьников в гуманно-личностном образовательном процессе"[11]
- медаль: «К. Д. Ушинского, „Учитель Великой России“.
- Почётный гражданин Тбилиси (2022)[12].

## Семья
- Родители — Амонашвили Александр Дмитриевич (1910—1942) — погиб на фронте, Амонашвили Мария Ильинична (1915—1990).
- Сестра — Амонашвили Натела Александровна, учитель Тбилисской I экспериментальной публичной школы № 1, д.п.н., автор пособий и дидактических материалов для 1-4 классов.
- Жена — Ниорадзе Валерия Гивиевна (1935—2012) — доктор педагогических наук, профессор кафедры теории и истории педагогики МГПУ.
- Дети — Амонашвили Паата Шалвович (род. 1964) — психолог, социолог, писатель, издатель, Нино — филолог, ювелир[13].

## Педагогические идеи
Разработчик оригинальной концепции гуманной педагогики. Гуманная педагогика ориентирована на личность ребёнка, абсолютное отрицание авторитарной, императивной (повелительной, приказной) педагогики. Некоторые исследователи характеризуют учение Амонашвили как оккультно-религиозное, а его деятельность как сектантскую.

### Основные установки
- Законы учителя: любить ребёнка, понимать ребёнка, относиться с оптимизмом по отношению к ребёнку.
- Принципы: очеловечивание среды вокруг ребёнка, уважение личности ребёнка, терпение в процессе становления ребёнка.
- Заповеди: верить в безграничность ребёнка, в свои педагогические способности, в собственное, возможно неизвестное родителям и окружающим, предназначение ребёнка, в силу гуманного подхода к ребёнку.
- Опоры в ребёнке: стремление к развитию, к взрослению, к свободе.
- Личностные качества учителя: доброта, откровенность и искренность, преданность[17].

Ш. А. Амонашвили выдвигает следующую установку в воспитании: принятие любого ученика таким, каков он есть: „мы должны быть людьми доброй души и любить детей такими, какие они есть“. „Понимать детей — значит стать на их позиции“.

#### Основные методические подходы
- Технология обучения детей с шестилетнего возраста.
- Все обучение стимулирует активность и самодеятельность детей.
- Обучение с включением типичных ошибок, что приучает детей постоянно думать самостоятельно, слушать, проверять, критически воспринимать всю поступающую информацию.
- Формирование у детей способностей к оценке и самооценке при безотметочном обучении[19].

Вся воспитательная система построена не по принципу подготовки ребёнка к жизни, а на основе понимания детства как важнейшего жизненного этапа, со своими сложными проблемами и переживаниями, которые должны пониматься и приниматься педагогом.

## Труды
- Амонашвили Ш. А. Обучение. Оценка. Отметка. — М., 1980
- Амонашвили Ш. А. Созидая человека. — М., 1982.
- Амонашвили Ш. А. Здравствуйте, дети!: Пособие для учителя/ Предисл. А. В. Петровского. — М., 1983.
- Амонашвили Ш. А. Как живете, дети? — М., 1986
- Амонашвили Ш. А. Единство цели. — М., 1987
- Амонашвили Ш. А. Воспитательная и образовательная функция оценки учения школьников. — М., 1984
- Амонашвили Ш. А. В школу — с шести лет. — М., 1986
- Амонашвили Ш. А. Размышления о гуманной педагогике.- М., 1996
- Амонашвили Ш. А. Школа Жизни.- М.,1996.
- Амонашвили Ш. А. Улыбка моя, где ты? Мысли в учительской. — М., 2003.
- Амонашвили Ш. А. Вера и любовь.- М., 2009.
- Амонашвили Ш. А. Исповедь отца сыну.- М.,2009.
- Амонашвили Ш. А. Письма к дочери
- Амонашвили Ш. А. Баллада о воспитании
- Амонашвили Ш. А. Истина Школы.- М.,2006.
- Амонашвили Ш. А. Без сердца что поймём?
- Амонашвили Ш. А. Спешите, дети, будем учиться летать!.- М..2005.
- Амонашвили Ш. А. Почему не прожить нам жизнь героями духа.- М.,2003.
- Амонашвили Ш. А. В Чаше Ребёнка сияет зародыш зерна Культуры. — Артемовск, 2008.
- Амонашвили Ш. А. Рука водящая. — Артемовск, 2009.
- Амонашвили Ш. А. Чтобы дарить Ребёнку искорку знаний, Учителю надо впитать море Света. — Донецк, 2009.
- Амонашвили Ш. А. Как любить детей (опыт самоанализа). — Донецк, 2010.
- Амонашвили Ш. А. Амона-Ра: Легенда о Камне. — Артемовск, 2010.
- Амонашвили Ш. А. Песнь Великой Любви. Саломея. Воин света. — М.: Амрита-Русь 2017. ISBN 978-5-00053-952-1
- Амонашвили Ш. А. Песнь Великой Любви. Воин света. Тысячу лет спустя. — М.: Свет 2018. ISBN 978-5-413-01751-7

### На иностранном языке
Ш. А. Амонашвили автор книг: Педагогическая симфония (трилогия: „Здравствуйте, дети!“, „Как живёте, дети?“, „Единство цели“). М., 1983—1986; Переведена на многие языки. В 2003 году издана в трёх томах на китайском; Воспитательная и образовательная функция оценки учения школьников. М., 1984. Переведена на чешский, венгерский, болгарский и др. языки; Школа Жизни. М., 1996. Переведена на югославский[на какой?], эстонский языки;
Переводы на эстонский язык: „Здравствуйте, дети!“ — „Tere, lapsed: [poeetiline käsiraamat 6-aastaste õpetamisest]“, Tallin: Valgus, 1988
„Школа Жизни“ — „Elu Kool“ [traktaat]», Tallinn: Ilo, 2005
Перевод на финский язык: «Как любить детей (опыт самоанализа)» — «Miten rakastaa lapsia», Humaanin pedagogiikan yhdistys Suomessa ry, 2014